# الملايو في الإمارات
الملايو في الإمارات (بالملايوية: Orang Melayu di Emiriah Arab Bersatu)‏ هم مجموعة عرقية في الإمارات العربية المتحدة، مواطنون إماراتيون ينتمون إلى عدة عرقيات من جنوب شرق آسيا، ومن أهم تلك العرقيات، العرقية الملايوية.
حيث يعيش آلآلاف الماليزيين في الإمارات،ويتفاعلون بشكل إيجابي مع باقي السكان في البلد ويرسخون قيم التعايش والتعددية 
حيث أن الإمارات تعد من الدول الأولى في العالم من حيث التعايش السلمي حيث تعيش العديد من الجنسيات على أرضها في انسجام لتضفي تنوعاً ثقافياً ودينياً يجعلها من أقوى الوجهات السياحية الجاذبةحيث قامت دولة الإمارات بترسيخ قيم التعايش والتعددية من خلال :
- القانون الاتحادي بشأن مكافحة التمييز والكراهية

- استحداث وزارة للتسامح والتعايش
- اعتماد البرنامج الوطني للتسامح
- إقامة شراكات دولية لبناء القدرات

كماأن التسامح والتعايش والتعددية جزء أساسي من هوية ماليزيا. 